# Loterij (lied)
Loterij is een lied van de Nederlandse rapper Lil' Kleine in samenwerking met de Nederlandse rapper Ronnie Flex. Het werd in 2017 als single uitgebracht en stond in hetzelfde jaar als veertiende track op het album Alleen van Lil' Kleine.

## Achtergrond
Loterij is geschreven door Ronell Plasschaert, Memru Renjaan, Julien Willemsen, Jorik Scholten en Joey Moehamadsaleh en geproduceerd door Jack $hirak. Het is een nummer uit het genre nederhop. In het lied rappen en zingen de artiesten over hun geliefde, die zij vergelijken met een lot uit de loterij. De single heeft in Nederland de driemaal platina status.
Het is niet de eerste keer dat de twee artiesten met elkaar samenwerken. Ze hadden voor Loterij al vele hits samen, waaronder Drank & drugs, Zeg dat niet, Investeren in de liefde, Niet omdat het moet, 1, 2, 3 en Mist & regen. De samenwerking werd succesvol herhaald op onder andere Miljonair, Vandaan, Standaard procedure en Uhuh.

## Hitnoteringen
De artiesten hadden succes met het lied in de hitlijsten van het Nederlands taalgebied. Het piekte op de tweede plaats van de Nederlandse Single Top 100 en stond 39 weken in deze hitlijst. In de Nederlandse Top 40 kwam het tot de vijftiende positie. Het was twaalf weken in de Top 40 te vinden. De piekpositie in de Vlaamse Ultratop 50 was de 29e plaats in de elf weken dat het in deze lijst stond.